# Federico Lessmann
Federico Carlos Lessmann Heibner (Federico Lessmann hijo) (Caracas, Venezuela, 20 de abril de 1855 - ibídem, 10 de julio de 1925) fue un reconocido fotógrafo venezolano. Uno de los primeros en retratar Caracas. 
Fue hijo de Luisa Heibner y del célebre pionero de la fotografía y grabado en Venezuela, Federico Carlos Lessmann Meder. Él, junto a su hermano, trabajó desde joven en el taller fotográfico de su padre y parte de la producción de ese taller fue realizado en retratos y vistas.

## Vida y obra
Federico Carlos Lessmann Heibner junto a su hermano, desarrollaron el legado de su padre, Federico Lessmann Meder, en la fotografía y el grabado. Desde jóvenes, ambos formaron parte del taller fotográfico de su progenitor, que se especializaba en retratos y vistas. 
En 1886, tras fallecer su padre, Federico Lessmann continuó en el taller familiar. 
Fue asiduo colaborador de la revista El Cojo Ilustrado, en el que anunciaba la Fotografía Moderna, fundada en 1852.
En 1894 fue publicado en la revista Imágenes de la Tropa Venezolana en la Comisaría de El Dorado y en marzo de 1896, ocho vistas del entonces “acreditado fotógrafo señor Lessmann”.
En su álbum Recuerdo a Venezuela (colección BN), incluyó imágenes de ciudades de todo el país. 
La firma que utilizaba en sus obras era con las iniciales F.C. Lessmann para diferenciarlas de las de su padre que no usaba el segundo nombre.
También realizó copias de sales de plata en colodión. Una de sus obras representativas, era Niñera con niña (colección Museo de Ciudad Bolívar), fue realizada como tarjeta de gabinete hacia 1890. 
En 1995 en la exposición Federico Lessmann: Retrato espiritual del guzmancismo (Museo Arturo Michelena), se expusieron siete retratos suyos, tarjetas de visita y tarjetas de gabinete pertenecientes a colecciones privadas.

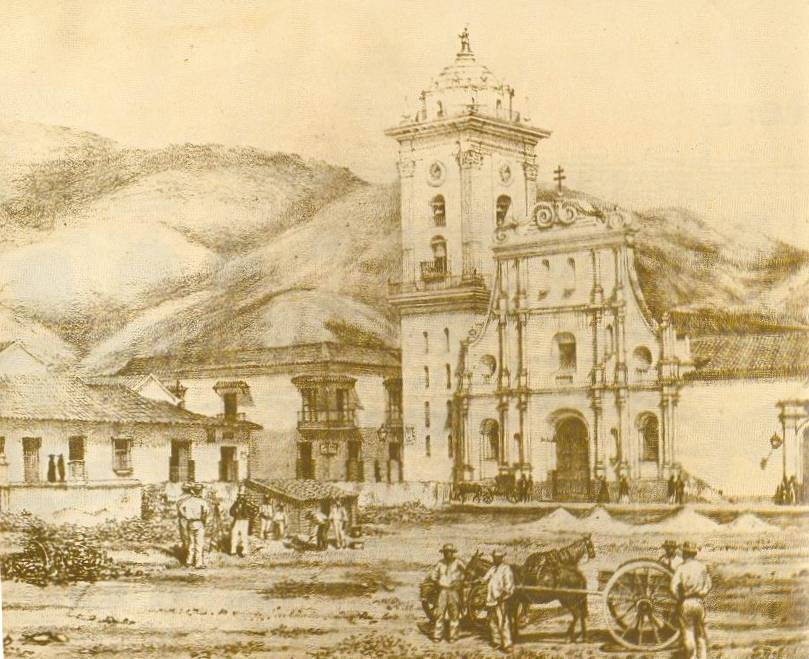
Plaza Bolívar

## Colecciones
BN / Fundación Boulton / Museo de Ciudad Bolívar